# Сънища (филм)
 За филма на Акира Куросава вижте Сънища (филм, 1990).  
„Сънища“ е български телевизионен игрален филм от 2001 година, по сценарий и режисура на Аспарух Николов. Оператор е Теодор Янев. Художник на постановката е Здравко Маринов.

## Сюжет
Филмът е продукция на БНТ.

## Актьорски състав
- Стефан Данаилов – Ранков
- Андрей Баташов – крадецът
- Стела Прокопиева – Марта